# 藤森ナッツ
藤森 ナッツ（ふじもり ナッツ、1978年3月27日 - ）は、日本の漫画家。女性。栃木県出身。血液型はB型。
『月刊少年ガンガン』の読者コーナー、ドラゴンクエスト4コマクラブの出身。当初はナッツ名義で投稿していた。
現在は、絵師としてラグナロクオンラインなどの画像を提供している。

## 作品リスト
- ファイアーエムブレム 聖戦の系譜（月刊少年ギャグ王→月刊ステンシル、全6巻）
- 4コママンガ劇場やスーパーコミック劇場（エニックス（現スクウェア・エニックス）刊）にてゲームコミックをいくつか執筆。